# Armenisk trut
Armenisk trut (Larus armenicus) är en stor trut som återfinns i Kaukasien och Mellanöstern. Tidigare behandlades den som underart till gråtruten. Arten är fåtalig, men beståndet anses ändå vara livskraftigt.

## Utseende

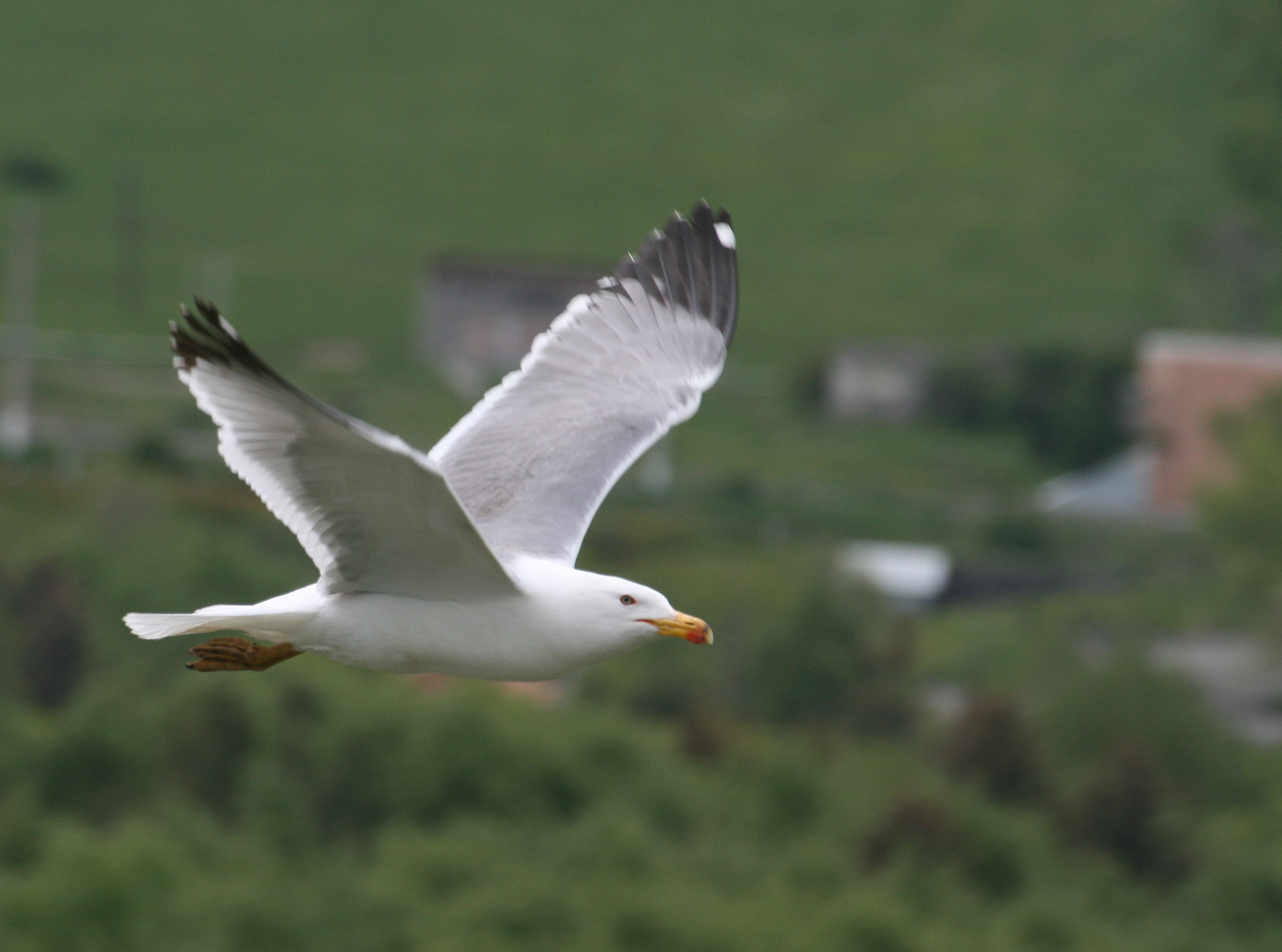

En adult armenisk trut påminner om medelhavstrut (Larus michahellis) men är något mindre, med en något mörkare rygg. Det svarta området på vingspetsarna är större och de vita slantarna är mindre. Näbben är gul och kort med ett arttypiskt svart band innanför den vita näbbspetsen. Den har ett mörkt öga med svart iris och ett lilafärgat ögonlock. Juvenila fåglar under första vintern är mestadels bruna med vit övergump, och ett smalt, väl avgränsat, svart band på stjärten. Precis som alla andra trutar anlägger den adult dräkt drygt tre år efter det att de kläcks, det vill säga på deras fjärde levnadsår.

## Läte
Lätena påminner om både medelhavstrut och silltrut med djup och nasal röst, dock något ljusare och raskare, ibland till och med påminnande om fiskmås.

## Utbredning
Armenisk trut häckar vid bergssjöar i Georgien, Turkiet, Armenien och västra Iran. De största kolonierna återfinns vid Sevansjön och Arpisjön i Armenien. Den är en partiell flyttfågel och många övervintrar utmed kusterna av Turkiet, Libanon och Israel. Ett mindre antal når vintertid Cypern, Egypten och Persiska viken.
Observationer av armenisk trut utanför dess utbredningsområde är ovanliga. Detta kan bero på att den är svårbestämd i fält, speciellt i andra dräkter än adult, och att den tidigare blev förbisedd eftersom den inte hade artstatus. Den har bland annat observerats i Eritrea 1998, Italien i mars 1999, Bahrain och i Grekland. 4 maj 2017 fotograferades en armenisk trut på Danmarks västligaste udde Blåvandshuk på Jylland.

## Taxonomi
Armenisk trut beskrevs taxonomiskt första gången 1934 av Sergej Aleksandrovitj Buturlin och typspecimentet kommer från Sevansjön i Armenien. Den ingår i gråtrutskomplexet och kategoriserades tidigare som en underart till gråtrut (Larus argentatus) eller till medelhavstrut (Larus michahellis). Idag klassas den oftast som en egen art. Dess utbredningsområde är ganska isolerat i förhållande till de andra stora trutarna men det finns kända fall av hybridisering med medelhavstrut (Larus michahellis).

## Häckning
Fågeln häckar främst i kolonier som är mycket individtäta, där redena ligger tätt, och konflikter om utrymmet är vanliga. Redet är en liten kulle skapad av vegetation som den placerar direkt på marken på en ö eller vid stranden av en sjö. Den lägger i genomsnitt tre ägg, huvudsakligen i slutet av april, som båda föräldrar ruvar. 

## Status
Armenisk trut är en fåtalig art där världspopulationen uppskattas till 45 000–73 000 vuxna individer. Mellan 2015 och 2021 klassades den som nära hotad av IUCN baserat på data som visade att den minskar i antal. I Israel där arten är en vanlig övervintrare och sträckare har antalet minskat från ungefär 60 000 individer i slutet på 80-talet till 22 000–26 000 2009–2014. Arten rapporterades också minska i antal i Turkiet. En sjö i Iran där arten tidigare häckat i stora antal, Urumiyeh, har minskat stort i storlek. Ny data visar dock att beståndet i Armenien har ökat med fem till åtta procent 2009–2018 och 13–27 % 2009–2018. Beståndet i Turkiet tros numera också vara stabilt. Sammantaget bedöms därför numera att det inte finns inga säkra bevis på att den minskar i antal, snarare överlag öka. IUCN nedgraderade armensik trut därför 2021 till den lägsta hotkategorin livskraftig.